# Elizabeth Blackburn
Elizabeth Helen Blackburn (Hobart, 26 de novembro de 1948) é uma Australiana-Americana, laureada com um prêmio Nobel, e foi Presidente do Salk Institute for Biological Studies. Anteriormente, ela foi uma pesquisadora na área de biologia na University of California, San Francisco, e estudou o telômero, uma estrutura localizada no final dos cromossomos que protege o cromossomo. Em 1984, Blackburn participou da descoberta da telomerase, a enzima que preenche o telômero, juntamente com Carol W. Greider. Por esse trabalho, ela recebeu o Prêmio Nobel em Fisiologia e Medicina de 2009, em conjunto com Greider e Jack W. Szostak, se tornando a única pessoa nascida na Tasmânia a receber um prêmio Nobel. Ela também trabalhou em Ética na Medicina, e foi demitida do Conselho Presidencial de Bioética da Administração Bush em meio a uma grande controvérsia.

## Infância e Educação

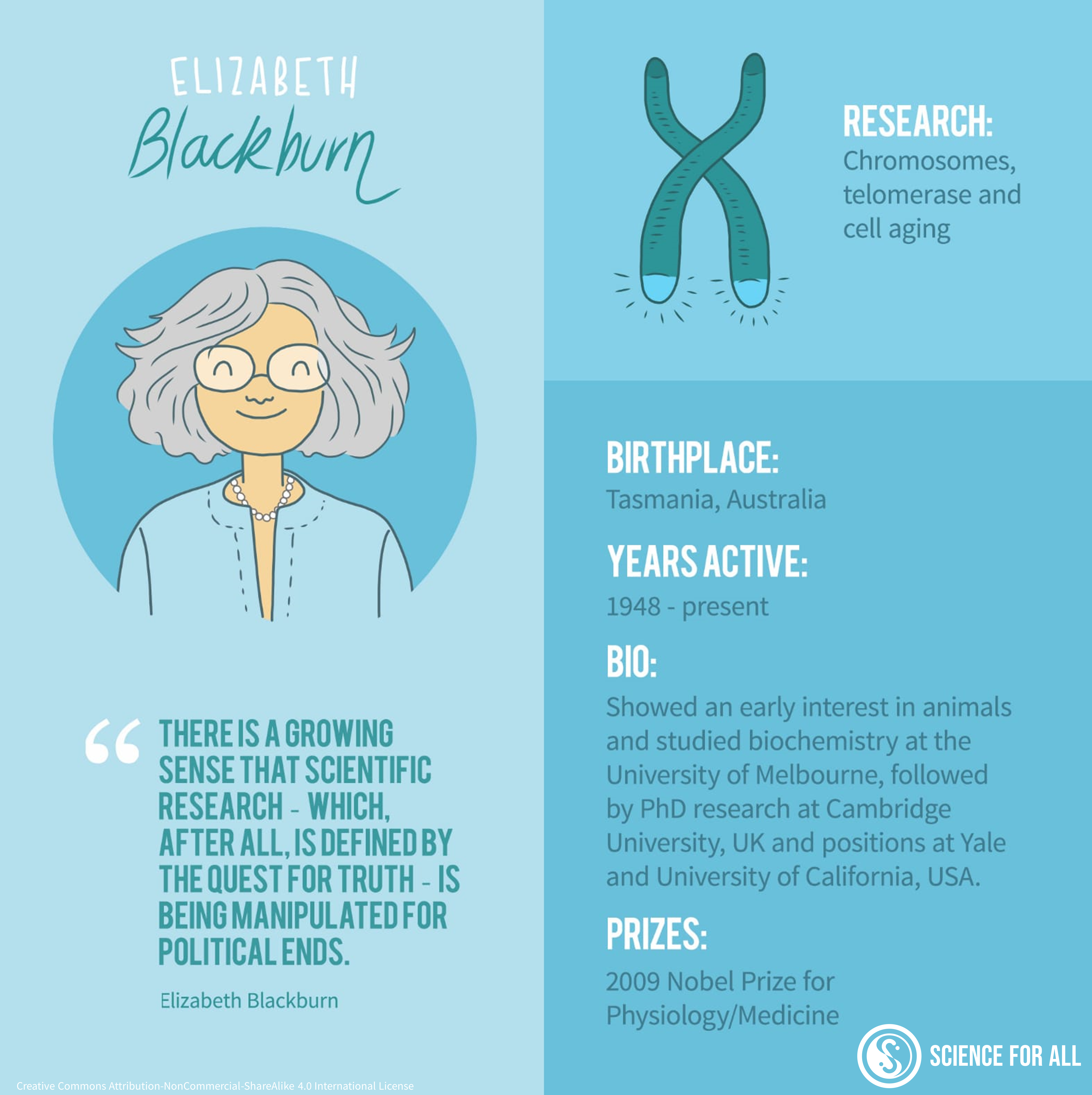
Perfil de Elizabeth Blackburn criado pela organização 'Ciência para Todos' como parte do 'Dia Internacional das Mulheres e Meninas na Ciência' da ONU

Elizabeth Helen Blackburn nasceu em Hobart, Tasmania, no dia 26 de Novembro de 1948 e seus pais eram ambos médicos de família. Sua família se mudou para a cidade de Launceston quando ela tinha 4 anos de idade, e lá ela cursou a Broadland House Church of England Girls' Grammar School (que mais tarde se juntou a Launceston Church Grammar School) até os 16 anos de idade. Quando sua família se mudou para Melbourne, ela cursou a University High School, e recebeu notas altíssimas no exame estadual realizado no final do ano. Ela se tornou Bacharel em Ciências em 1970 e obteve o título de Mestre em Ciências em 1972, ambos na University of Melbourne no campo da bioquímica. Blackburn então recebeu o seu título de Doutora (PhD) em 1975 na University of Cambridge, onde ela trabalhou com Frederick Sanger desenvolvendo métodos para sequenciar DNA usando RNA, assim como estudou o bacteriófago Phi X 174.  Foi também no Medical Research Council (MRC), Laboratório de Biologia Molecular da Universidade, onde Blackburn conheceu seu marido John Sedat. Seu noivo havia aceitado um trabalho na Universidade de Yale, então Blackburn decidiu realizar seu pós-doutorado naquela Universidade. “Portanto, foi o amor que me levou a mais afortunada escolha: o laboratório de Joe Gall em Yale.” Então, Elizabeth foi para a Yale University para completar o seu pós-doutorado.[5]

## Carreira e Pesquisa
Durante seu pós-doutorado em Yale, Blackburn estava realizando pesquisa no protozoário Tetrahymena thermophil e notou um codon repetitivo no final de um rDNA que variava em tamanho. Blackburn então notou que esse hexanucleótidio no final do cromossomo continha uma sequencia TTGGGG que era aleatoriamente repetida, e a terminação dos cromossos é palindríca. Essas características permitiram a Blackburn e seus colegas desenvolver novas pesquisas no protozoário. Usando o final repetido telomérico de Tetrahymena, Blackburn e seu colega Jack Szostak mostraram os plasmídeos replicadores instáveis de levedura eram protegidos da degradação, provando que essas sequências continham características de telômeros.  Essa pesquisa também provou que a repetição telomérica de Tetrahymena eram conservados evolucionariamente entre as espécies. Através dessa pesquisa, Blackburn e seus colaboradores notaram que o sistema de replicação dos cromossomos não deveria adicionar ao comprimento do telômero, e que a adição desses hexanucleotídeos aos cromossomos foi provavelmente devida à atividade da enzima capaz de transferir grupos funcionais específicos.
A proposição de uma possível enzima semelhante à transferase levou a estudante de Blackburn e PhD Carol W. Greider à descoberta de uma enzima com atividade de transcriptase reversa que era capaz de preencher as extremidades terminais dos telômeros sem deixar o cromossomo incompleto e incapaz de se dividir sem perda do fim do cromossomo. Essa descoberta de1985 levou à purificação dessa enzima em laboratório, mostrando que a enzima semelhante à transferase continha ambos RNA e componentes de proteína. A porção RNA da enzima serviu como um template para adicionar os repetidores telerômicos (repetição telomérica) ao telômero incompleto, e a proteína adicionou função enzimática para adição desses repetidores. A partir dessa descoberta, o nome “telomerase” foi dado à enzima, resolvendo o problema do processo de replicação final que instigava os cientistas da época.

### Telomerase
A telomerase funciona adicionando pares de bases à saliência do DNA na extremidade 3', estendendo o filamento até que a DNA polimerase e um primer de RNA possam completar a cadeia complementar e sintetizar com sucesso o DNA de filamento duplo. Como a DNA polimerase sintetiza apenas o DNA na direção da fita principal, os telômeros são encurtados. A partir de sua pesquisa, Blackburn e seus colaboradores foram capazes de mostrar que o telômero é eficientemente preenchido pela enzima telomerase, a qual conserva a divisão celular a partir da prevenção da rápida perda de informação genética interna ao telômero, o que leva ao envelhecimento celular.

Em 1 de Janeiro de 2016, Blackburn foi entrevistada sobre seus estudos na descoberta da telomerase e sobre suas pesquisas atuais. Quando perguntada se poderia relembrar o momento em que a telomerase foi descoberta ela respondeu: :
Carol tinha feito esse experiment, e nós estávamos parados, no laboratório, e eu me lembro de estar ali, parada, e ela tinha isso – nós chamamos isso de gel. É um autoradiograma porque havia traços de radioatividade que eram suados para gerar uma imagem dos produtos do DNA separados do que acabou se tornando a reação da enzima telomerase. Eu me lembro de olhar para isso e pensar, 'Ah! Isso pode ser muito grande. Me parece perfeito.' Havia um padrão no que víamos. Havia algo que não era simplesmente um lixo, e que era realmente algo se tornando realidade, apesar de que agora olhamos para trás, e poderíamos dizer, tecnicamente, que também tinha isso e aquilo, mas era um padrão que despontava, e tivemos essa sensação, 'Ah! Tem algo real aqui.' Mas então, naturalmente, um bom cientista tem que sempre duvidar e imediatamente dizer 'Okay, nós vamos conduzir testes por todos os lados, e vamos conseguir cravar isso de uma maneira ou de outra.' Se isso vai ser real, você tem que ter certeza que é real, porque você pode encontrar muitas pistas falsas, especialmente se você quer muito encontrar algo que funcione
Em 1978, Blackburn se juntou ao corpo docente da University of California, Berkeley, no Department de Biologia Molecular. Em 1990, ela se mudou para o Departamento de Microbiologia e Imunologia da University of California, San Francisco (UCSF), do outro lado da Baía de São Francisco, onde ela foi chefe de departamento de 1993 até 1999 e foi a Professora Morris Herzstein de Biologia and Fisiologia na UCSF. Blackburn se tornou Professora Emérita na UCSF no final de 2015.
Em 2015, Elizabeth Blackburn foi anunciada como a nova Presidente of the Salk Institute for Biological Studies em La Jolla, California. “Poucos cientistas conseguem reunir esse tipo de admiração e respeito que a Dra. Blackburn recebe de seus pares por suas descobertas científicas e por sua liderança, serviços e integridade,” disse Irwin M. Jacobs, Presidente do Conselho do Salk's Board of Trustees, quando Blackburn foi anunciada como Presidente do Instituto. “Sua percepção profunda como cientista, sua visão como lider, e sua personalidade acolhedora serão de um valor incalculável durante sua gestão do Salk Institute em sua jornada contínua de descobertas.”  Em 2017, ela anunciou seus planos para se aposentar do Salk Institute no ano seguinte.

### Prêmio Nobel
Pela sua pesquisa e contribuições para o entendimento de telômeros e da enzima telomerase, Elizabeth Blackburn, Carol Greider e Jack Szostaks receberam o Prêmio Nobel de Fisiologia e Medicina em 2009.  A extensa pesquisa sobre os efeitos da proteção do cromossomo a partir da telomerase, e o impacto que isso causa da divisão celular tem sido um catalisador revolucionário  no campo da biologia molecular. Por exemplo, a adição de telomerase a células que não possuem essa enzima mostrou ultrapassar o limite de envelhecimento celular naquelas células, criando, portanto, um vínculo entra essa enzima com a redução do envelhecimento celular.
Foi demonstrado que adição de telemerase, e a presença dessa enzima em células cancerígenas, fornecem um mecanismo de imunidade para a célula em proliferação, ligando a atividade da transferase ao aumento do crescimento celular e sensibilidade reduzida para a sinalização celular.A importância de se ter descoberto essa enzima tem liderado a pesquisa continua de Elizabeth na Universidade da California San Franscisco, onde ela estuda o efeito da atividade de telômeros e telomerase no envelhecimento celular. .

### Bioethics
Blackburn foi nomeada como membro do Conselho Presidencial em Bioética em 2002. Ela apoiava a pesquisa em células humanas embrionárias, em oposição à Administração Bush. Seu contrato com o Conselho foi encerrado pela Casa Branca em 27 de Fevereiro de 2004. Dra. Blackburn acredita que foi dispensada do Conselho em decorrência de sua desaprovação da posição da Administração Bush contrária à pesquisa com células tronco.Essa fato foi sucedido por muitas expressões de desaprovação pela sua retirada do Conselho, por parte de muitos cientistas, que sustentaram que ela foi demitida por causa de oposição política as suas recomendações.
Cientistas e especialistas em ética, naquele momento, chegaram a dizer que a remoção de Blackburn violava o Federal Advisory Committee Act de 1972, que “requer equilíbrio em tais conselhos consultivos
"Há uma grande sensação de que a pesquisa científica – a qual, acima de tudo, é definida como uma busca pela verdade – está sendo manipulada para fins políticos," escreveu Blackburn. "Há evidências de que tal manipulacão vem sendo realizada a partir da sobreposição de membros nos conselhos consultivos e do atraso e da depurpação de seus relatórios."
Blackburn é membro da Science Advisory Board of the Regenerative Medicine Foundation antes conhecida como Genetics Policy Institute.

### Publicações
O primeiro livro de Blackburn, The Telomere Effect: A Revolutionary Approach to Living Younger, Healthier, Longer (2017) teve como co-autor a Psicóloga em Saúde Dra. Elissa Epel do Centro de Envelhecimento, Metabolismo e Emoções (AME) do Centro para a Saúde e Comunidade da UCSF Blackburn fala sobre a reversão do envelhecimento e do cuidado com os telômeros a partir do estilo de vida: gerenciamento do stress crônico, exercícios físicos, uma melhor alimentação e tempo suficiente de sono; testes de telômero, além de precauções e recomendações.
Enquanto estudava os telômeros, e a enzima de preenchimento, telomerase, Blackburn descobriu o  papel essencial dessas capas protetoras que giravam em torno de uma ideia central: o envelhecimento das células. O livro discute os muitos efeitos que uma saúde ruim pode causar nos telômeros e na atividade da telomerase. Como os telômeros diminuem a cada nova divisão das células, re-preencher essas capas é esencial para o crescimento das células a longo prazo. A partir de pesquisa e dados, Blackburn explicou que pessoas que viviam vidas com muito stress possuem menos telomerase em funcionamento nos seus corpos, o que leva à diminuição da capacidade de divisão das células. Uma vez que os telômeros diminuam drasticamente, as células não podem mais se divider, o que significa que os tecidos que são por ele preenchidos em cada divisão morrerão, o que acentua o processo de envelhecimento em humanos. Para aumentar a atividade da telomerase em pessoas com vida muito estressante, Blackburn sugere exercícios moderados, mesmo que por 15 minutos por dia, o que já foi provado que estimula a atividade da telomerase e o preenchimento do telômero.
Blackburn também diz que a infelicidade também tem como efeito a redução de telômeros. Em um estudo feito com um casal divorciado, o comprimento  de seu telômero era significativamente menor quando comparado a casais em relações saudáveis, e Blackburn diz, "Há um elemento de estresse óbvio... nós somos seres intensamente sociais." Ela sugere que incluir positividade em nossas vidas diárias pode aumentar nossa saúde também. Enquanto aumentamos a quantidade de exercícios, diminuindo o estresse e o uso do tabaco, mantendo um período de sono regular, explica Blackburn, nossos telômeros podem ser mantidos em níveis bastante altos e assim prevenimos a redução rápida dos mesmos, o que leva a uma desaceleração no processo de envelhecimento de nossas células. Blackburn também diz aos leitores que eles devem ficar atentos a propagandas de pílulas que prometem alongar os telômeros e proteger o corpo do envelhecimento. Ela diz que essas pílulas e cremes não tem nenhuma comprovação científica de serem suplementes anti-envelhecimento, e que a chave para preservarmos nossos telômeros e estimularmos a atividade da telomerase vem de levarmos uma vida saudável.

### Pesquisa Atual
Em anos recentes Blackburn e seus colegas tem investigado o efeito do estresse na telomerase e telômeros com ênfase especial na meditação mindfulness. Ela também é um dos muitos biólogos (e uma dos dois premiados com Prêmio Nobel) no documentário de ciências de 1995  Death by Design/The Life and Times of Life and Times. Estudos sugerem que o estresse psicológico crônico pode acelerar o envellhecimento no nível celular. Foi provado que a violência infligida por parceiros íntimos a mulheres vítimas de abuso recusem a comprimento dos telômeros em relação aos encontrados em mulheres que não sofreram abuso, possivelmente resultando em uma saúde de pior qualidade e maior mortalidade de mulheres que sofreram abuso.
Na Universidade da California San Franscico, Blackburn atualmente pesquisa telômeros e telomerase em muitos organismos, desde levedura até células humanas. O laboratório está focado na manutenção do telômero, e como isso impacta o envelhecimento celular. Muitas doenças crônicas foram associadas com a manutenção imprópria dos telômeros, o que traria efeitos sobre a divisão celular, ciclo e crescimento desordenado. Na pesquisa de ponta sobre telômeros, o laboratório de Blackburn investiga o impacto uma manutenção limitada dos telômeros em células a partir da alteração da enzima telomerase.

### Prêmios e Honrarias
Blackburn ganhou diversos prêmios e honrarias, que incluem:

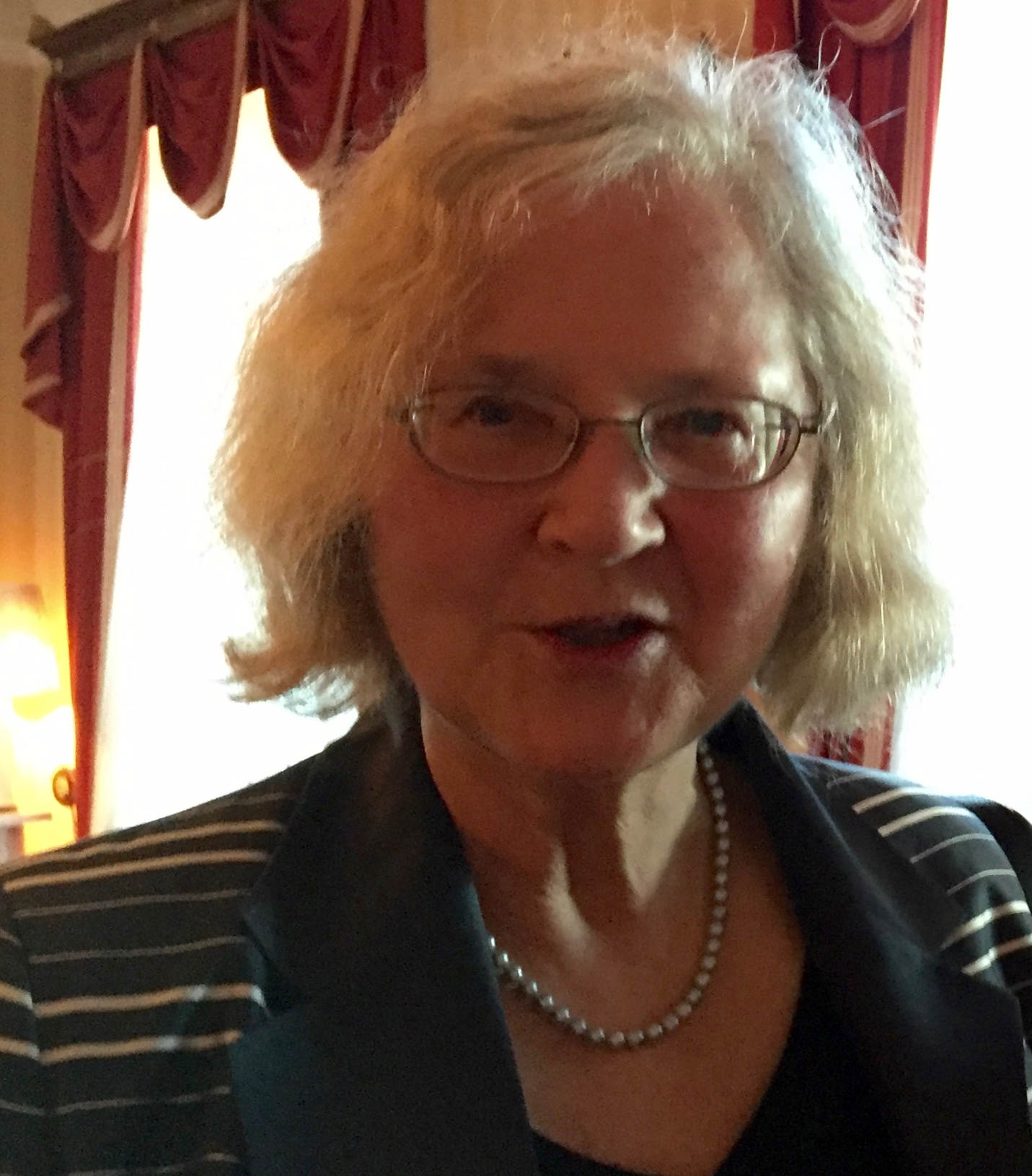
Elizabeth Blackburn (Prêmio Nobel de Medicina em 2009) in Stockholm, June 2016

- Eli Lilly Research Award for Microbiology and Immunology (1988)
- National Academy of Sciences Award in Molecular Biology (1990)
- Harvey Society Lecturer at the Harvey Society in New York (1990)
- Honorary Doctorate of Science from Yale University (1991)
- Colaboradora da American Academy of Arts and Sciences (1991)[24]
- Eleita Fellow of the Royal Society (FRS) in 1992[25][26]
- Colaboradora da American Academy of Microbiology (1993)
- Associadas Internacional da National Academy of Sciences (1993)[27]
- Australia Prize (1998)
- Gairdner Foundation International Award (1998)
- Harvey Prize (1999)
- Keio Medical Science Prize (1999)
- California Scientist of the Year in 1999
- American Association for Cancer Research – G.H.A. Clowes Memorial Award (2000)
- American Cancer Society Medal of Honor (2000)
- Associada da American Association for the Advancement of Science (2000)
- AACR-Pezcoller Foundation International Award for Cancer Research (2001)
- General Motors Cancer Research Foundation Alfred P. Sloan Award (2001)
- E.B.Wilson Award of the American Society for Cell Biology (2001)
- Bristol-Myers Squibb Award (2003)
- Robert J. and Claire Pasarow Foundation Medical Research Award (2003)
- Dr A.H. Heineken Prize for Medicine (2004)
- Benjamin Franklin Medal in Life Science of The Franklin Institute (2005)
- Albert Lasker Award for Basic Medical Research (2006) (shared with Carol W. Greider and Jack Szostak)
- Prêmio de Genética da Peter Gruber Foundation (2006)
- Doutorado de Ciências honorário da Harvard University (2006)[28]
- Wiley Prize em Ciências Biomédicas pela Wiley Foundation (dividido com Carol W. Greider) (2006)
- Associada da Australian Academy of Science (2007)
- Associada correspondente da Australian Academy of Science (2007)
- Eleita pelo UCSF Women's Faculty Association Award
- Doutorado de Ciência Honorário da Princeton University (2007)
- Louisa Gross Horwitz Prize of Columbia University (2007) (dividido com Carol W. Greider and Joseph G. Gall)
- Academy of Achievement's Golden Plate Award (2008)
- L'Oréal-UNESCO Award for Women in Science (2008)
- Albany Medical Center Prize (2008)
- Pearl Meister Greengard Prize[29] (2008)
- Tasmanian Honour Roll of Women (2008)
- Prêmio Weizmann de Mulheres na Ciência 2008
- Mike Hogg Award (2009)
- Prêmio Paul Ehrlich e Ludwig Darmstaedter (2009) (com Carol Greider)[30]
- Prêmio Nobel em Physiology or Medicine 2009, dividido com Carol W. Greider and Jack W. Szostak "pela descoberta de como os cromossomos são protegidos pelos telômeros e pela enzima telorase"[31]
- Associada da Order of Australia (Australia Day Honours, 2010), fpelo trabalho eminente pela ciência e medicina, particularmente na descoberta da telomerase e em seu papel no desenvolvimento de canceres e no envelhecimento das células, além da contribuição internacional como conselho em Bioética. [32]
- Associada da Royal Society of New South Wales (FRSN) (2010)[33]
- California Hall of Fame (2011)
- AIC Gold Medal (2012)[34]
- The Royal Medal of the Royal Society (2015).[35]

Blackburn was elected:
- Presidente da Salk Institute for Biological Studies (2016-2017)[36]
- Presidente da American Association for Cancer Research for the year 2010[37]
- Presidente da American Society for Cell Biology for the year 1998
- Associada Internacional da National Academy of Sciences (1993)
- Membro do Institute of Medicine (2000)
- Membro do Conselho da Genetics Society of America (2000–2002)

Em 2007, Blackburn foi listada pela Time Magazine como uma das 100 pessoas que modelaram nosso mundo: The TIME 100 – The People Who Shape Our World.

## Vida Pessoal
Blackburn divide seu tempo entre La Jolla e São Francisco, onde mora com seu marido, o cientista John W. Sedat e seu filho, Benjamin.  Em sua vida pessoal, Blackburn serve como mentora e advogada pela pesquisa científica, influenciando as novas gerações a continuar o trabalho que ela começou.